# Friedrich Dürr (Widerstandskämpfer)
Friedrich Dürr (* 1. Februar 1904 in Mannheim; † 28. April 1945 in Dachau) war ein deutscher Widerstandskämpfer gegen den Nationalsozialismus.

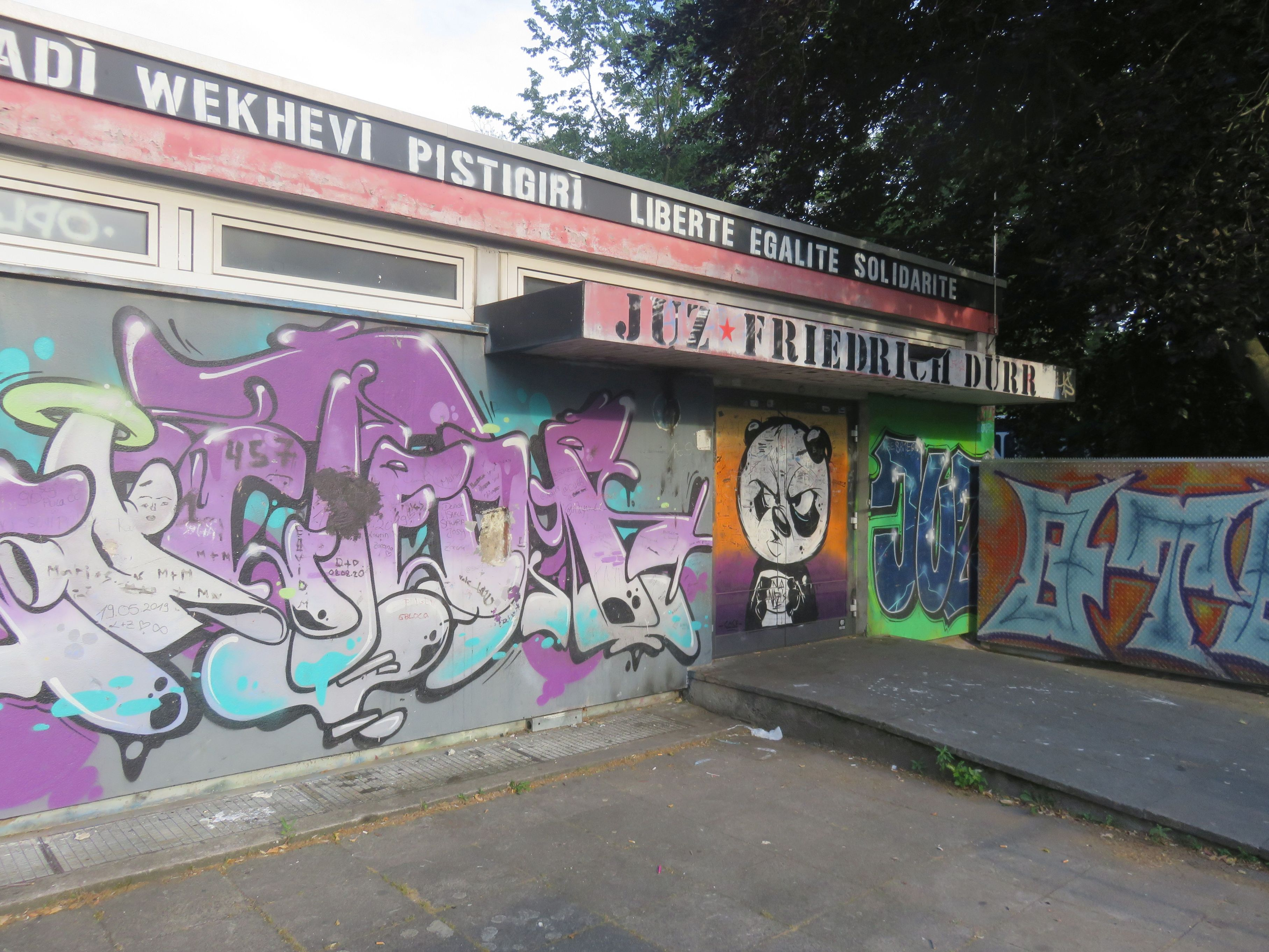
JUZ Mannheim (2021)

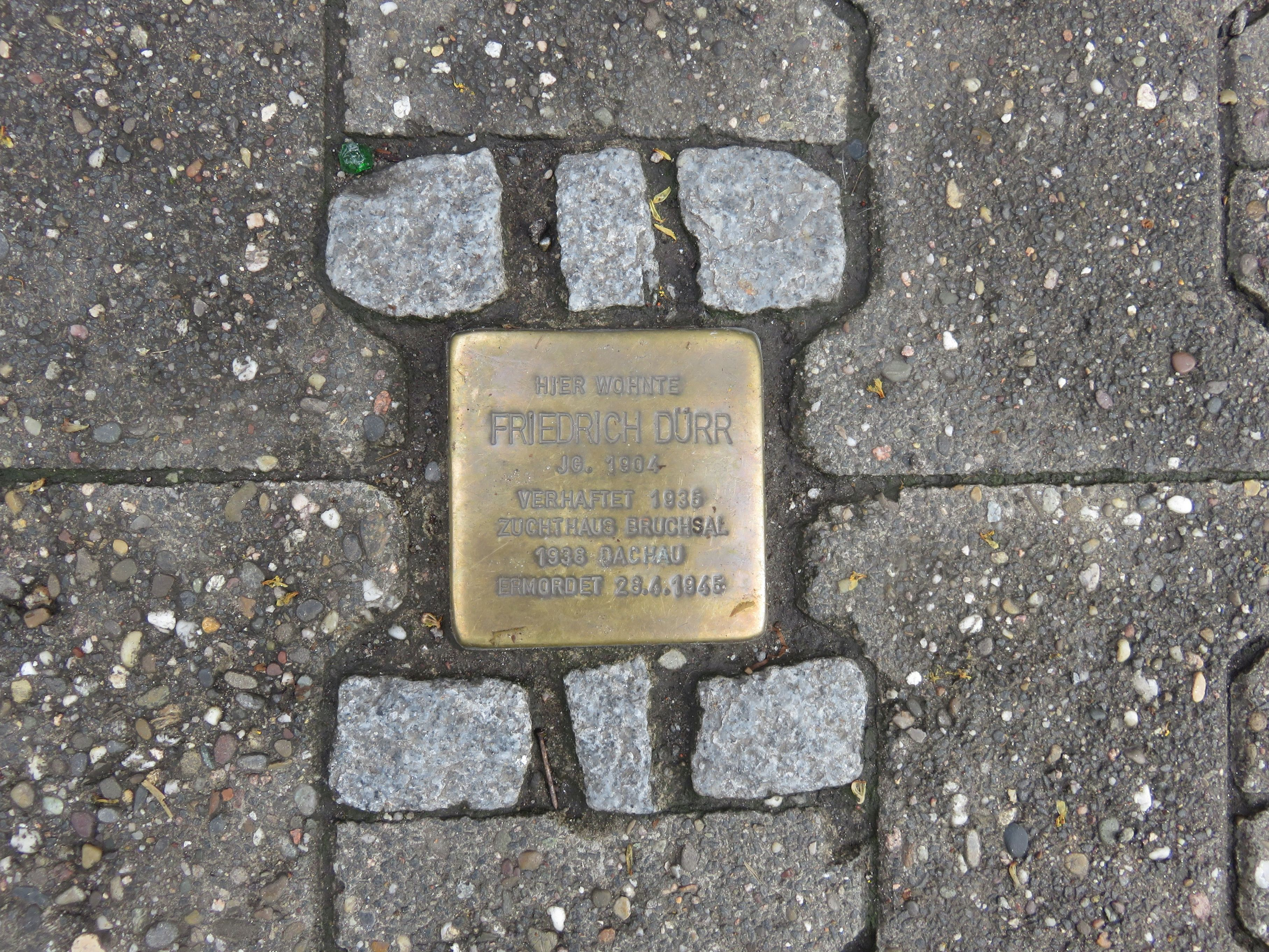
Stolperstein in Erinnerung an Friedrich Dürr in Mannheim

## Leben
Friedrich Dürr, gelernter Maschinenschlosser aus Mannheim, wurde im Konzentrationslager Dachau inhaftiert, weil er gegen den Faschismus eingetreten war. Unter anderem war er an Flugblattaktionen beteiligt. Bei einer Durchsuchung seiner Wohnung am 8. Januar 1935 wurden KPD-Abzeichen entdeckt und Dürr wurde zunächst zu drei Jahren Zuchthaus wegen Hochverrats verurteilt, die er in Bruchsal hinter sich brachte. Da er mit der Justiz nicht kooperierte, wurde er anschließend im Konzentrationslager inhaftiert. Er war erst im Außenlager Aschendorf des Konzentrationslagers Esterwegen, ab dem 30. Juli 1938 saß er als Häftling mit der Nr. 308 im KZ Dachau.
Auch in der Gefangenschaft agitierte er weiter: Er war am Dachauer Aufstand beteiligt, durch den verhindert wurde, dass 30 000 Inhaftierte noch kurz vor der Befreiung durch die alliierten Streitkräfte durch die SS verschleppt wurden. Dürr wurde daraufhin in Dachau erschossen.

## Würdigung
Durch die Vereinigung der Verfolgten des Naziregimes wurde 1947 auf dem Dachauer Waldfriedhof eine Gedenktafel zur Erinnerungen an die Beteiligten des Dachauer Aufstandes errichtet. Darauf wird auch Dürr namentlich erwähnt. Das JUZ Friedrich Dürr ist nach dem Widerstandskämpfer benannt. Am 23. März 2009 wurde ein Stolperstein für Friedrich Dürr verlegt. Er befindet sich in der Langen Rötterstraße 22 (Ecke Kleiststraße) in Mannheim. Die Friedrich-Dürr-Straße in Mannheim-Schönau ist nach dem Widerstandskämpfer benannt.